# Seba aloe
Seba aloe är en kräftdjursart som beskrevs av Stanko Karaman 1971. Seba aloe ingår i släktet Seba och familjen Sebidae. Inga underarter finns listade i Catalogue of Life.